# Gong Yoo
Gong Yoo (* 10. Juli 1979 in Busan; wirklicher Name: Gong Ji-cheol) ist ein südkoreanischer Schauspieler. Sein Künstlername, Gong Yoo, besteht aus seinem wirklichen Nachnamen und dem Nachnamen seiner Mutter, Yoo. Er ist bekannt für seine Rollen in den Fernsehserien Coffee Prince (2007), Goblin (2016–2017) und Squid Game (2021–2025) sowie den Filmen Silenced (2011), Train to Busan und The Age of Shadows (beide 2016).

## Leben
Gong hat einen Bachelorabschluss in dem Fach Theater von der Kyung Hee University.
Gong Yoo verfolgte die Idee einer Verfilmung des Romans Dogani von Gong Ji-young. Der Film sorgte in Südkorea für Aufsehen nach seiner Veröffentlichung im September 2011. Die in dem Film geschilderten Fälle von Kindesmissbrauch wurden daraufhin vom Gericht neu aufgerollt. Im späten Oktober 2011 wurde zudem ein neues Gesetz zu sexuellem Missbrauch an Minderjährigen und Behinderten verabschiedet.
2013 kehrte Gong als nordkoreanischer Spion in dem Actionfilm The Suspect zurück auf die Kinoleinwand. Nach zwei Jahren Pause vom Film kehrte er in dem Liebesdrama an der Seite von Jeon Do-yeon zum Film zurück. In dem Film A Man and A Woman geht es um eine Liebesbeziehung zwischen einer älteren Frau und einem jüngeren Mann. Des Weiteren spielt er die Hauptrolle in dem actionlastigen Zombie-Film Train to Busan (2016), der zu den Internationalen Filmfestspielen von Cannes eingeladen wurde.

## Filmografie (Auswahl)

### Filme
- 2003: My Tutor Friend (동갑내기 과외하기 Donggamnaegi Gwaoehagi)
- 2004: Spy Girl (그녀를 모르면 간첩 Geu Nyeo-reul Moreumyeon Gancheop)
- 2004: Superstar Kam Sa-yong (슈퍼스타 감사용)
- 2004: S Diary (에스 다이어리)
- 2005: She’s on Duty (잠복근무 Jambokgeunmu)
- 2007: Like a Dragon (Ryū ga gotoku: Gekijōban)
- 2010: Finding Mr. Destiny (김종욱 찾기 Gim Jong-uk Chatgi)
- 2011: Silenced (도가니 Dogani)
- 2013: The Suspect (용의자 Yonguija)
- 2016: A Man and A Woman (남과 여 Nam-gwa Yeo)
- 2016: Train to Busan (부산행 Busan-haeng)
- 2016: The Age of Shadows (밀정 Miljeong)
- 2019: Kim Ji-young: Born 1982 (82년생 김지영 82 Nyeonsaeng Gim Jiyeong)
- 2021: The Clone – Schlüssel zur Unsterblichkeit (서복 Seobok)
- 2024: Wonderland (원더랜드 Wondeolaendeu)

### Fernsehserien
- 2001: School 4 (학교 4 Hakgyo 4, KBS2)
- 2001: Ssangdungine (쌍둥이네, KBS2)
- 2002: Eonjena Dugeun Dugeun (언제나 두근두근, KBS2)
- 2002: Geochim-eopneun Sarang (거침없는 사랑, KBS2)
- 2003: Seumusal (스무살, SBS)
- 2003: Seukeurin (스크린, SBS)
- 2005: Geonppangseonsaeng-gwa Byeolsatang (건빵선생과 별사탕, MBC)
- 2006: Eoneu Meotjin Nal (어느 멋진 날, SBS)
- 2007: The 1st Shop of Coffee Prince (커피프린스 1호점 Coffee Prince 1-hojeom, MBC)
- 2012: Big (빅, KBS2)
- 2013: Dating Agency: Cyrano (연애조작단; 시라노 Yeonae-johakdang; Sirano, Cameo-Auftritt, tvN)
- 2016: Dokkaebi (도깨비, tvN)
- 2021–2024: Squid Game (오징어게임, Netflix)
- 2021: The Silent Sea (고요의 바다, Netflix)
- 2024: The Trunk (Netflix)